# Rover the Peacemaker
Rover the Peacemaker è un cortometraggio muto del 1911 diretto da Lewin Fitzhamon.

## Trama
Due innamorati, divisi per un malinteso provocato da una lettera, vengono riuniti per merito del cane Rover.

## Produzione
Il film fu prodotto dalla Hepworth.

## Distribuzione
Distribuito dalla Hepworth, il film - un cortometraggio di 162 metri - uscì nelle sale cinematografiche britanniche nel giugno 1911.
Si conoscono pochi dati del film che, prodotto dalla Hepworth, fu distrutto nel 1924 dallo stesso produttore, Cecil M. Hepworth. Fallito, in gravissime difficoltà finanziarie, il produttore pensò in questo modo di poter almeno recuperare il nitrato d'argento della pellicola.